# Back to the Future Part III
Back to the Future Part III (no Brasil, De Volta para o Futuro III; em Portugal e nos PALOP, Regresso ao Futuro III) é um filme estadunidense de ficção científica lançado em 1990, sendo a terceira e última parte da trilogia de filmes Back to the Future. Dirigido por Robert Zemeckis, o filme contou com Michael J. Fox, Christopher Lloyd, Mary Steenburgen, Thomas F. Wilson e Lea Thompson em seu elenco de atores. O longa continua a história deixada em aberto na Part II (1989): enquanto está preso em 1955 durante suas aventuras de viagem no tempo, Marty McFly (Fox) descobre que seu amigo Dr. Emmett "Doc" Brown (Lloyd), que encontra-se preso em 1885, foi morto por Buford "Cachorro Louco" Tannen (Wilson), bisavô de Biff; Marty viaja para 1885 para resgatar Doc e voltar em definitivo para o ano de 1985, mas as coisas ficam complicadas quando Doc se apaixona pela professora Clara Clayton (Steenburgen).
Back to the Future Part III foi rodado nos estados americanos da Califórnia e Arizona e foi produzido com um orçamento de quarenta milhões de dólares, sendo realizado em conjunto com a Part II. O filme foi lançado nos Estados Unidos em 25 de maio de 1990, seis meses após o lançamento do seu predecessor; Part III faturou um pouco mais de 244,5 milhões de dólares em todo o mundo, tornando-se o sexto filme de maior bilheteria de 1990.

## Enredo
Após descobrir que o Doutor Brown ficou preso em 1885, Marty McFly contata o Emmett de 1955 para reparar a máquina do tempo. Marty vê uma lápide em um cemitério com o nome de Brown, com a data de 7 de setembro de 1885, e descobre que ele foi morto pelo bisavô de Biff, Buford "Cachorro Louco" Tannen, por conta de uma dívida de oitenta dólares.
Marty viaja para 2 de setembro de 1885 para salvar Brown; após chegar, esconde o DeLorean em uma caverna e percebe que o tanque de combustível está furado. Quando Marty chega na então pequena cidade, entra em conflito com Buford e sua gangue, quem tenta linchar Marty enforcando-o, mas Brown o salva. Brown concorda em voltar a 1985 após Marty explicar que ele será morto.
Como o carro não tem gasolina e não há postos de combustíveis em 1885, Doc elabora um plano para usar uma locomotiva para empurrar o DeLorean até as 88 mph (142 km/h). Enquanto ele e Marty exploram um ramal ferroviário ainda em construção que eles pretendem usar, eles avistam uma carroça com uma passageira chamada Clara Clayton que vai cair em uma ravina; Brown a salva, e os dois se apaixonam. Em um festival da cidade, Buford tenta matar Brown, mas Marty o frustra.

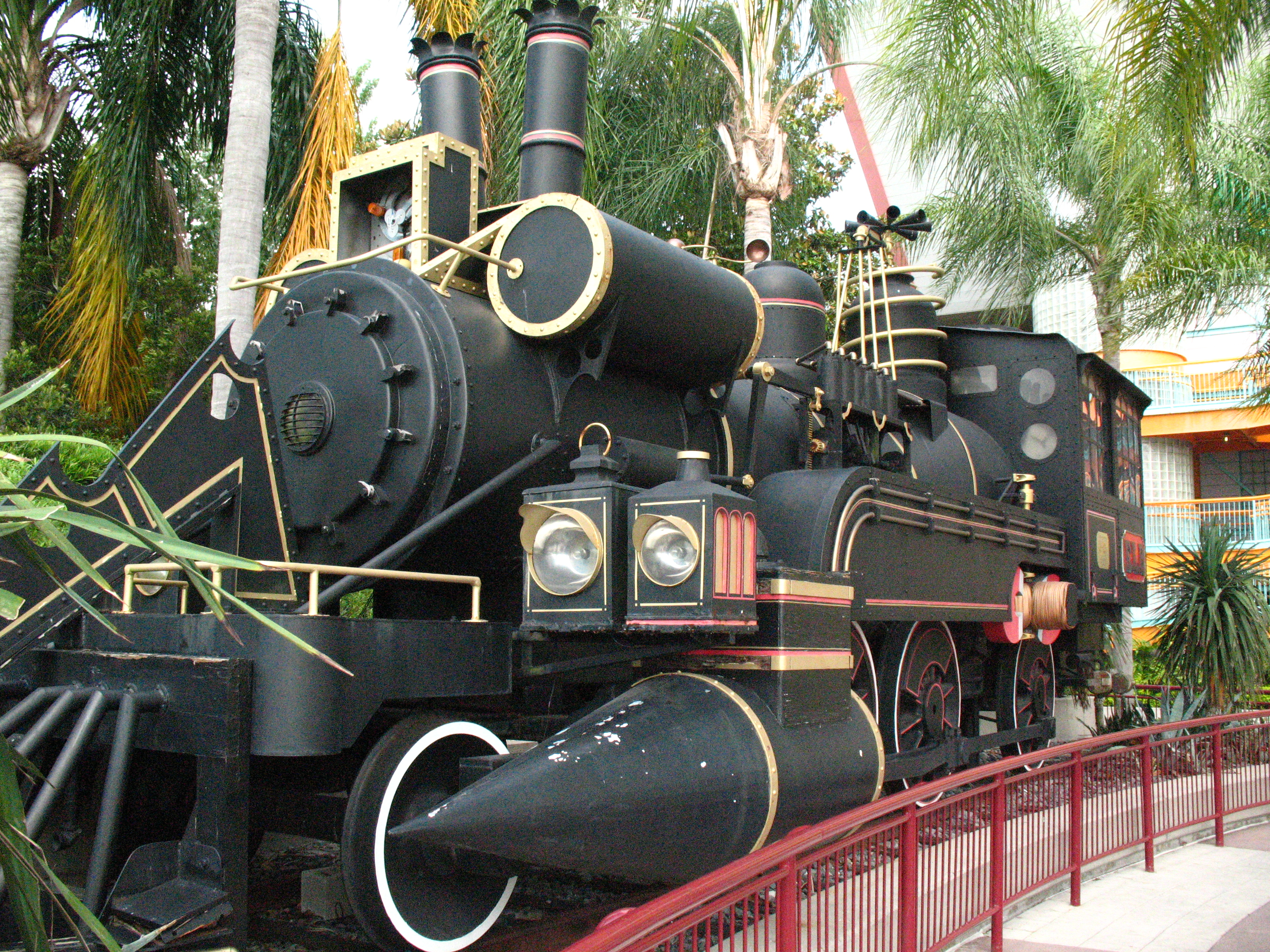
A nova máquina do tempo, em forma de locomotiva, construída pelo Dr. Brown e utilizada para fazer uma visita rápida ao ano de 1985 (no final do filme).

Depois que Marty e Emmett colocaram o DeLorean nos trilhos do ramal, o cientista vai se despedir de Clara, mas é incapaz de convencê-la de que ele é do futuro, sendo rejeitado por ela. Desiludido, Brown vai ao bar para se embebedar, mas desmaia depois de beber um único gole de uísque. Pouco depois, Buford chega e chama Marty para uma peleja, mas Marty se recusa a duelar. Após Brown acordar ele tenta fugir com Marty, mas a gangue de Buford captura Doc, forçando Marty a duelar. Depois de enganar Buford para pensar que ele matou Marty usando uma placa de um forno à lenha resistente à tiros, Marty golpeia Buford e o derrota; Buford é preso por um assalto anterior.
Clara embarca no trem para ir embora da cidade; após ouvir um vendedor discutindo o quão desolado Brown estava, ela percebe que Brown realmente a amava, então baixa do trem e vai para a oficina de Brown. Lá, descobre uma maquete que ele havia feito para simular sua viagem com a máquina do tempo e depois corre a cavalo atrás de Brown. Brown e Marty roubam uma locomotiva e começam a empurrar o DeLorean ao longo da linha do ramal; Clara chega a tempo para embarcar na locomotiva enquanto Brown sobe em direção ao DeLorean sem perceber sua presença. Após vê-la, Brown encoraja Clara a ir com ele e Marty para 1985, mas ela quase cai da locomotiva, ficando pendurada pelo seu vestido. Marty passa seu hoverboard de 2015 para Brown para que ele possa salvar Clara; depois, o casal se afasta do trem quando ele cai de uma ponte ferroviária inacabada.
Marty chega em 27 de outubro de 1985, escapando do DeLorean pouco antes dele ser destruído por um trem de carga. Ele descobre que tudo voltou ao cronograma inicial da viagem pós-tempo e encontra Jennifer dormindo em sua varanda da frente; Marty usa as lições que aprendeu em 1885 para evitar participar de um racha de rua com Douglas J. Needles, evitando um acidente automobilístico. Enquanto Marty e Jennifer examinam os destroços do DeLorean nos trilhos de trem, uma máquina do tempo em forma de locomotiva surge; dentro estão Brown, Clara e seus dois filhos, Jules e Verne. Depois de dar a Marty de presente uma foto dos dois durante a festa de inauguração do relógio da torre em 1885, Brown diz aos jovens que seu futuro ainda não foi escrito, e ele e sua família partem para um tempo desconhecido.

## Elenco
- Michael J. Fox como Marty McFly / Seamus McFly
- Christopher Lloyd como Dr. Emmett Brown
- Mary Steenburgen como Clara Clayton
- Lea Thompson como Lorraine Baines McFly/Maggie McFly
- Thomas F. Wilson como Biff Tannen/Bufford "Cachorro Louco" Tannen
- James Tolkan como Marechal James Strickland
- Jeffrey Weissman como George McFly
- Elisabeth Shue como Jennifer Parker
- Marc McClure como Dave McFly
- Wendie Jo Sperber como Linda McFly
- Flea como Douglas J. Needles

## Produção

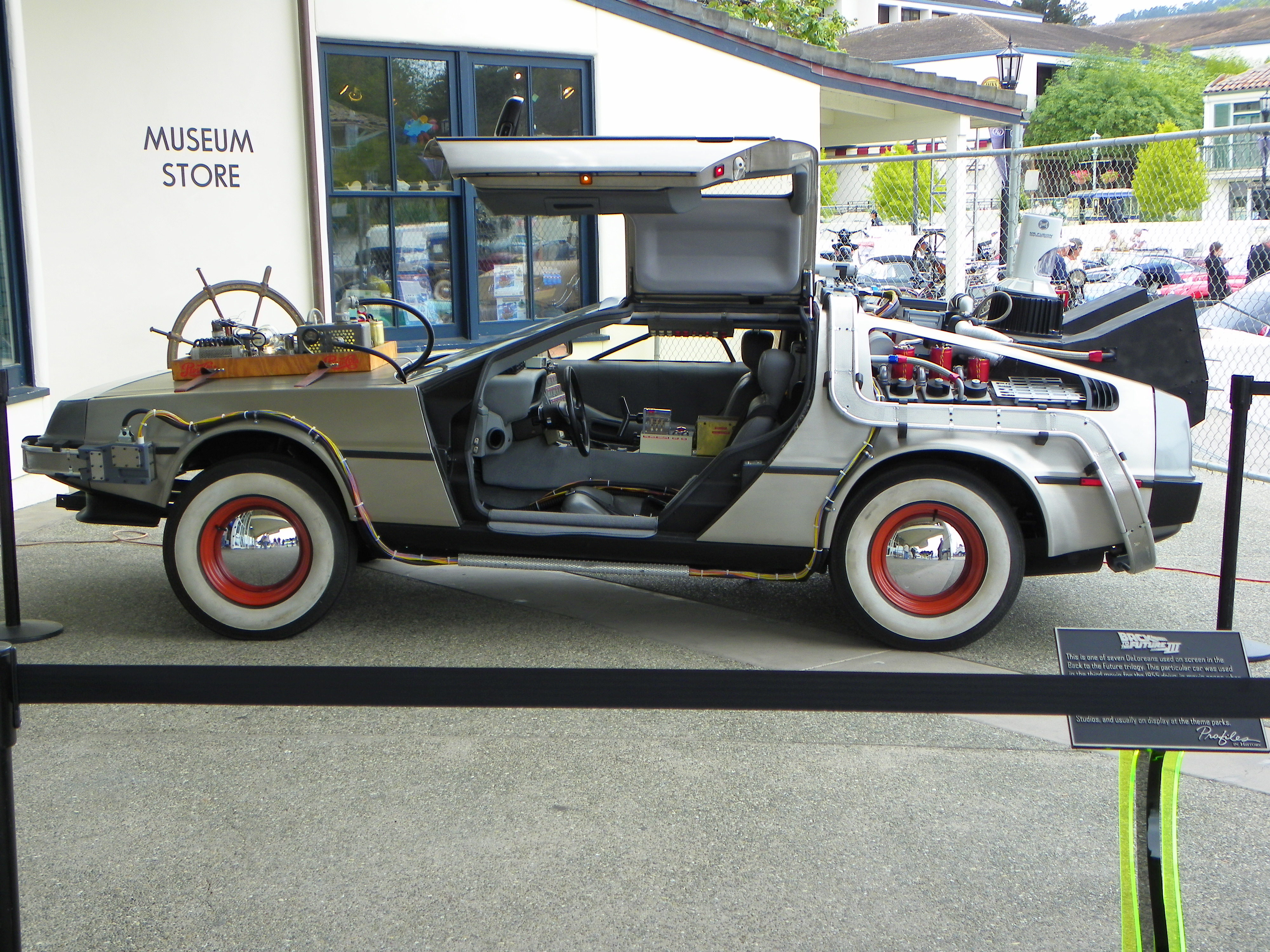
Um dos veículos DeLorean usados no filme

As origens do tema ocidental de Back to the Future Part III remontam a produção do primeiro filme da trilogia. Durante as filmagens da primeira parte, o diretor Robert Zemeckis perguntou a Michael J. Fox qual período de tempo ele gostaria de ver; Fox respondeu que queria visitar o Velho Oeste e conhecer caubóis. Zemeckis e o escritor-produtor Bob Gale ficaram entusiasmados com a ideia, mas a seguraram até a produção da Part III. Em vez de usar os conjuntos já existentes, os cineastas construíram a Hill Valley de 1885 a partir do zero. As cenas ocidentais foram filmadas em Monument Valley; algumas das filmagens para a Hill Valley de 1885 foram feitos em Jamestown, na Califórnia; algumas das cenas do trem foram rodadas na Railtown 1897 State Historic Park, uma linha de trem histórica localizada em Jamestown. Enquanto o primeiro filme usou uma ideia mais materialista para o enredo, Zemeckis considerava a Part III mais "humana" com implicações espirituais.
As filmagens de Back to the Future Part II, que foram gravadas ao longo de 1989, reuniram grande parte do elenco original. Os filmes foram rodados ao longo de onze meses, exceto por um hiato de três semanas entre as filmagens das partes II e III. A parte mais exaustiva foi editar a Part II enquanto se filmava a Part III e Zemeckis suportou o peso deste processo durante um período de três semanas; enquanto Zemeckis estava filmando a maioria das sequências do trem, Gale estava em Los Angeles supervisionando o final das rodagens da Part II. Embora o cronograma para a maioria do pessoal envolvido nas produções tenha sido extenuante, os atores acharam o local remoto para as filmagens da Part III mais adequado para relaxar em comparação com a Part II.
O papel de Clara Clayton foi escrito já com Mary Steenburgen em mente. Quando ela recebeu o roteiro, no entanto, ela estava relutante em se comprometer com o filme até que seus filhos, que eram fãs do primeiro filme, insistiram-na a participar. Foi com Steenburgen que Christopher Lloyd deu seu primeiro beijo no cinema. A cena da dança do Festival de Hill Valley provou ser a mais custosa para Steenburgen pois, devido aos passos excessivos da dança, ela ficou com um ligamento rompido no pé.
O filme também estrelou atores de cinema veteranos do gênero western com Pat Buttram, Harry Carey Jr. e Dub Taylor como os três idosos que frequentam o bar da cidade. Buttram também era conhecido pelo público mais jovem por seu extenso trabalho como dublador, particularmente emprestando sua voz ao Xerife de Nottingham em Robin Hood da Disney. A inclusão desses atores westerns no filme foi lembrada em vários documentários sobre a produção, bem como no documentário dos bastidores do DVD e até mesmo no obituário de um dos atores. Os músicos da banda de Hill Valley em 1885 foram interpretados pelos membros do grupo musical ZZ Top.
Filmar um filme no Velho Oeste era atraente para os dublês experientes: "Tivemos todos os grandes dublês de Hollywood querendo trabalhar na Part III", lembrou Gale em 2002. Thomas F. Wilson, que interpretou Buford Tannen, escolheu realizar suas próprias cenas de ação e gastou muito tempo aprendendo a andar a cavalo e a jogar laços de corda. As filmagens tiveram de ser interrompidas quando o pai de Michael J. Fox morreu e quando seu filho nasceu.
Alan Silvestri, através de sua colaboração de longa data com Zemeckis, voltou a compor a trilha sonora em Back to the Future Part III; em vez de simplesmente ditar como as músicas deveriam soar, Zemeckis dirigiu Silvestri como faria com um ator, procurando evocar emoções e tratar cada música como um personagem.
A fotografia na Part III foi um "sonho" para o diretor de fotografia Dean Cundey, que concordou de imediato em filmar uma versão de Back to the Future no faroeste. Os cineastas buscavam uma imagem brilhante e colorida para cada cena, com um toque de sépia em certos momentos. Zemeckis desejou criar um clímax espetacular para o filme; ele coordenou os atores, uma locomotiva a vapor, pirotecnia e efeitos especiais, e inúmeros técnicos ao mesmo tempo. Como haviam feito com os dois filmes anteriores da trilogia, os efeitos visuais da Part III foram gerenciados pela empresa de efeitos especiais Industrial Light & Magic; o chefe do departamento de animação, Wes Takahashi, voltou a animar as sequências de viagem no tempo do DeLorean.

## Lançamento e recepção
O filme arrecadou US$ 23 milhões em seu primeiro fim de semana de lançamento nos Estados Unidos e US$ 87,6 milhões de bilheteria total quando saiu de cartaz dos cinemas do país (cerca de US$ 152,4 milhões ajustado pela inflação em janeiro de 2011). No total mundial, o filme arrecadou um pouco mais de US$ 244,5 milhões, sendo o filme de menor receita da trilogia.
Em 17 de dezembro de 2002, a Universal lançou Back to the Future Part III em VHS como parte de um box que conteve os três filmes da trilogia.

### Recepção crítica
O site agregador de críticas Rotten Tomatoes relatou um índice de aprovação de 75%, com base em 44 avaliações, com uma classificação média de 6,52/10.
Kim Newman, da revista Empire, deu ao filme quatro de cinco estrelas, dizendo que o filme "restaura o interesse do primeiro filme e tem um enredo completamente satisfatório"; ele elogiou Michael J. Fox por "manter a trama em movimento" e mencionou que o romance de Christopher Lloyd e Mary Steenburgen era "engraçado"; disse ainda que o final do filme foi "o mais legal de todos" e que a trilogia "apresenta uma das melhores máquinas do tempo no cinema".
Leonard Maltin preferiu este filme aos dois primeiros, dando a ele três estrelas e meia de quatro, dizendo que "oferece muita diversão, efeitos especiais deslumbrantes e imaginação de sobra. Há mágica real do cinema em ação aqui". Michael McWhertor, do site Polygon, escreveu que, embora o filme não seja melhor que o primeiro da série, ainda assim é "melhor do que o segundo"; ele elogiou os elementos cômicos e românticos do filme e elogiou o desempenho de Thomas F. Wilson como "Cachorro Louco" Tannen.
Roger Ebert, do Chicago Sun-Times, deu ao filme duas estrelas e meia de quatro; ele disse que o enredo western do filme é "uma versão de sitcom que se parece exatamente como se fosse construída em um terreno de volta em algum lugar". Embora Vincent Canby do The New York Times tenha elogiado o desempenho de Christopher Lloyd no filme, ele também disse que o filme "parece ser o começo de uma série de televisão contínua"; ele reclamou também que o filme é "tão doce e sem graça que é quase instantaneamente esquecível".
Outros comentaristas notaram paralelos entre Time After Time, de 1979, e Back to the Future Part III. Mary Steenburgen disse:
Na verdade, eu realizei a mesma cena no filme (Time After Time) e na Part III... Eu tive um homem de um período diferente me dizendo que ele está apaixonado por mim, mas ele tem que voltar ao seu próprio tempo. Minha resposta em ambos os casos é, claro, descrença, e os ponho fora da minha vida. Depois, descobri que estava errada e que, de fato, o homem é realmente de outra época e vou atrás deles para mostrar meu amor. É uma sensação muito estranha encontrar-se fazendo a mesma cena, com tantos anos de diferença, pela segunda vez em minha carreira.
A história de Back to the Future III parece ter sido realmente espelhada na trama de Time After Time. Na produção de 1979, a mulher vive no século XX e o viajante do tempo é do século XIX; em Back to the Future III, a mulher habita o século XIX e o viajante do tempo é do século XX. Em ambos os filmes, a mulher acaba voltando com o viajante do tempo para viver com ele em seu período de tempo.

## Prêmios e indicações
Em 1990, o filme ganhou um Prêmio Saturno de Melhor Música pelo trabalho de Alan Silvestri e um prêmio de Melhor Ator Coadjuvante pela atuação de Thomas F. Wilson. Em 2003, o filme recebeu um prêmio AOL Movies DVD Premiere de Melhor Edição Especial do Ano, um prêmio baseado em uma votação on-line de consumidores.